# حرب التسع سنوات (أيرلندا)
وقعت حرب السنوات التسع، التي تسمى أحيانًا تمرد تايرون، في إيرلندا من 1593 إلى 1603. جرت الحرب بين تحالف إيرلندي بقيادة هيو أونيل من تايرون وهيو رو أودونيل من تيركونيل ضد الحكم الإنجليزي في إيرلندا، وكانت ردًا على احتلال أسرة تيودور لإيرلندا، ووقعت أحداثها في جميع أنحاء البلاد ولكن بشكل خاص في مقاطعة أولستر الشمالية. حقق التحالف الإيرلندي بعض الانتصارات المهمة في البداية، مثل معركة كلونتيبريت (1595) ومعركة يالو فورد (1598)، لكن الإنجليز في النهاية حققوا نصرًا حاسمًا ضد التحالف وحلفائهم الإسبان في حصار كينسيل (1601-1602. انتهت الحرب بتوقيع معاهدة ميليفونت (1603). ترك العديد من لوردات الشمال المهزومين إيرلندا سعيًا إلى الحصول على دعم لانتفاضة جديدة فيما عرف بفرار الإيرلات (1607)، ولم يعودوا أبدًا، وكان هذا بمثابة نهاية إيرلندا الغالية وأدى إلى استعمار أولستر.
كانت الحرب ضد أونيل وحلفائه أكبر معركة خاضتها إنجلترا في العصر الإليزابيثي، إذ قاتل أكثر من 18 ألف جندي إنجليزي في إيرلندا خلال ذروة الحرب (1600-1601)، في حين لم يزد تعداد الجيش الإنجليزي الذي ساعد الهولنديين خلال حرب الثمانين عامًا عن أكثر من 12 ألف جندي.

## الأسباب
وقعت حرب السنوات التسع نتيجة المناوشات بين اللورد الإيرلندي الغيلي هيو أونيل والدولة الإنجليزية التي كانت تبسط سيطرتها على إيرلندا، بدءًا من الاستيلاء على بالي إلى حكم الجزيرة بأكملها. ولمقاومة ذلك، نجح أونيل في حشد تأييد زعماء إيرلنديين آخرين كانوا غير راضين عن الحكومة الإنجليزية وبعض الكاثوليك الذين عارضوا انتشار البروتستنتانية في إيرلندا.

### صعود هيو أونيل
جاء هيو أونيل من عشيرة أونيل القوية في تايرون التي سيطرت على وسط مقاطعة أولستر الشمالية. كان والده بارون دونجانون ماثيو أونيل، الابن الشهير لكون أونيل، أول إيرل لتايرون يعينه التاج الإنجليزي. لاحقًا، قُتِل ماثيو أونيل ونفى شين أونيل الطفل هيو أونيل من أولستر. ربت عائلة هوفيندين هيو في بالي، ورعته السلطات الإنجليزية باعتباره لوردًا موثوقًا به. في عام 1587 أقنع هيو أونيل الملكة إليزابيث الأولى بأن تجعله إيرلًا لتايرون. لكن السلطة والقوة الحقيقية في أولستر لم تكن في يد الإيرل، بل كانت في يد قائد الأونيل أو أعلاهم رتبة، الذي كان آنذاك تورلوف لويناش أونيل، الذي كانت كل سلالة أونيل وتابعيهم في أولستر الوسطى تحت أمره عام 1595. وتمكن هيو من أخذ هذا المنصب فقط بعد وفاة تورلوف في سبتمبر 1595.
جند هيو أونيل بمساعدة حليفه هيو رو أودونيل مرتزقة أسكتلنديين، وكان يحق له الحصول على خدمة عسكرية محدودة من اللوردات الصغار داخل أراضيه الخاصة. كما جنّد الساكنين والتابعين له في الخدمة العسكرية، وترك الفلاحين في الأراضي لزيادة إنتاج الغذاء. بالإضافة إلى ذلك، وظف وحدات كبيرة من المرتزقة الإيرلنديين (المعروفين باسم بوانادزا) بقيادة قادة مثل ريتشارد تيريل. اشترى أونيل البنادق والذخيرة والحراب من أسكتلندا وإنجلترا لتسليح جنوده. ومنذ عام 1591 اتصل أودونيل، بالنيابة عن أونيل، مع فيليب الثاني ملك إسبانيا، يناشد بتقديم مساعدات عسكرية ضد عدوهم المشترك ومستغلًا الكاثوليكية المشتركة بينهما. بمساعدة من إسبانيا، تمكن أونيل من تسليح و إطعام أكثر من 8000 رجل، الأمر الذي يفعله أي لورد غيلي سابقًا، و كذلك كان مستعدًا لردع أي محاولات إنجليزية أخرى لحكم أولستر.

### تقدم الإنجليز نحو أولستر
بحلول أوائل تسعينيات القرن السادس عشر، كان شمال إيرلندا يجذب انتباه اللورد الإنجليزي فيتزويليام، الذي كان قد كُلّف بالسيطرة على المنطقة. اقترح منصب رئيس المقاطعات؛ وكان المرشح لهذا المنصب هنري باغنال، المستعمر الإنجليزي المستقر في نيوري، والذي كان يسعى إلى فرض سلطة التاج من خلال المأمورين الذين ستعينهم حكومة دبلن. فر أونيل مع مابل شقيقة باغنال، وتزوجها رغمًا عن أخيها؛ وازدادت حدة المرارة في هذه الفترة إزاء وفاتها في سن مبكرة بعد سنوات قليلة من الزواج، عندما كانت تشعر باليأس والإحباط بسبب إهمال زوجها وسيدات منزله.
في عام 1591، وضع فيتزويليام حدًا لسيادة ماكماهون في موناغان عندما قاوم الأخير بصفته قائدًا بالوراثة فرض مأمور إنجليزي على المنطقة، فتم شنقه. حدثت موجة غضب واحتجاجات، إذ زعمت عدة مصادر بفساد فيتزويليام، ولكن نفس السياسة سرعان ما طبقت في لونجفورد (إقليم أوفاريلز) وشرق بريفن (إقليم كافان - إقليم أوريليس)، وجرى مقاومة كل المحاولات الرامية إلى تحقيق نفس الهدف بقوة السلاح في إقليمي أونيل وأودونيل.
كانت الصعوبة الكبيرة بالنسبة للقوات الإنجليزية في مواجهتها لأونيل تكمن في الدفاعات الطبيعية التي تمتعت بها أولستر. وعلى الأرض لم يكن هناك سوى نقطتي دخول صالحتين إلى المنطقة للقوات المنطلقة من الجنوب: الأولى في نيوري في الشرق، والثانية في سلايغو في الغرب، وكانت التضاريس بينها مكونة من جبال وأشجار كثيفة ومستنقعات. استولت سلالة أوكونور على قلعة سلايغو، ولكنهم عانوا من تهديدات مستمرة من الأودونيلز. كان الطريق من نيوري إلى قلب أولستر يمر عبر عدة طرق يسهل الدفاع عنها، ولم يكن من الممكن الحفاظ عليها في زمن الحرب إلا من خلال مساعدات قدمها التاج الإنجليزي، وشملت الأموال والرجال.
كان للإنجليز موطئ قدم داخل أولستر، تحديدًا حول كاريكفيرجوس شمال بحيرة بلفات، حيث أسسوا مستعمرة صغيرة في سبعينيات القرن العشرين؛ ولكن في نفس المنطقة أيضًا كانت التضاريس غير مواتية للإنجليز، بسبب بحيرة لوك ناي ونهر بان، الذي امتد عرضه عبر غابة غليكونكي الكثيفة، ما شكل حاجزًا على الحافة الشرقية لأرض أونيل. وكانت هناك صعوبة أخرى تمثلت في افتقار ساحل البحر الشمالي إلى ميناء، حيث كان من الممكن أن يشن الإنجليز هجومًا برمائيًا على أراضي أونيل من الخلف. تعقد الوضع الاستراتيجي للإنجليز بعد تدخل القبائل الأسكتلندية التي زودت أونيل بالجنود والمواد، واستغلت الحاجة الإنجليزية إلى المساعدات المحلية، وكانت تراقب في نفس الوقت أيضًا نفوذها الإقليمي في الطريق (مقاطعة أنترم الحديثة).